# أورينهوس
أورينهوس هي مدينة، وبلدية في البرازيل، تتبع ساو باولو، بلغ عدد سكانها 93٬868 نسمة، في 2000، تبلغ مساحتها 296٫203 كيلومتر مربع.

## الموقع
تشترك في الحدود مع:
- Santa Cruz do Rio Pardo [الإنجليزية]‏.

## أعلام
- ليوناردو راموس دوس سانتوس
- ويلينغتون لويس دي سوزا